# Blasticorhinus rivulosa
Blasticorhinus rivulosa är en fjärilsart som beskrevs av Walker 1865. Blasticorhinus rivulosa ingår i släktet Blasticorhinus och familjen nattflyn. Inga underarter finns listade i Catalogue of Life.

## Bildgalleri

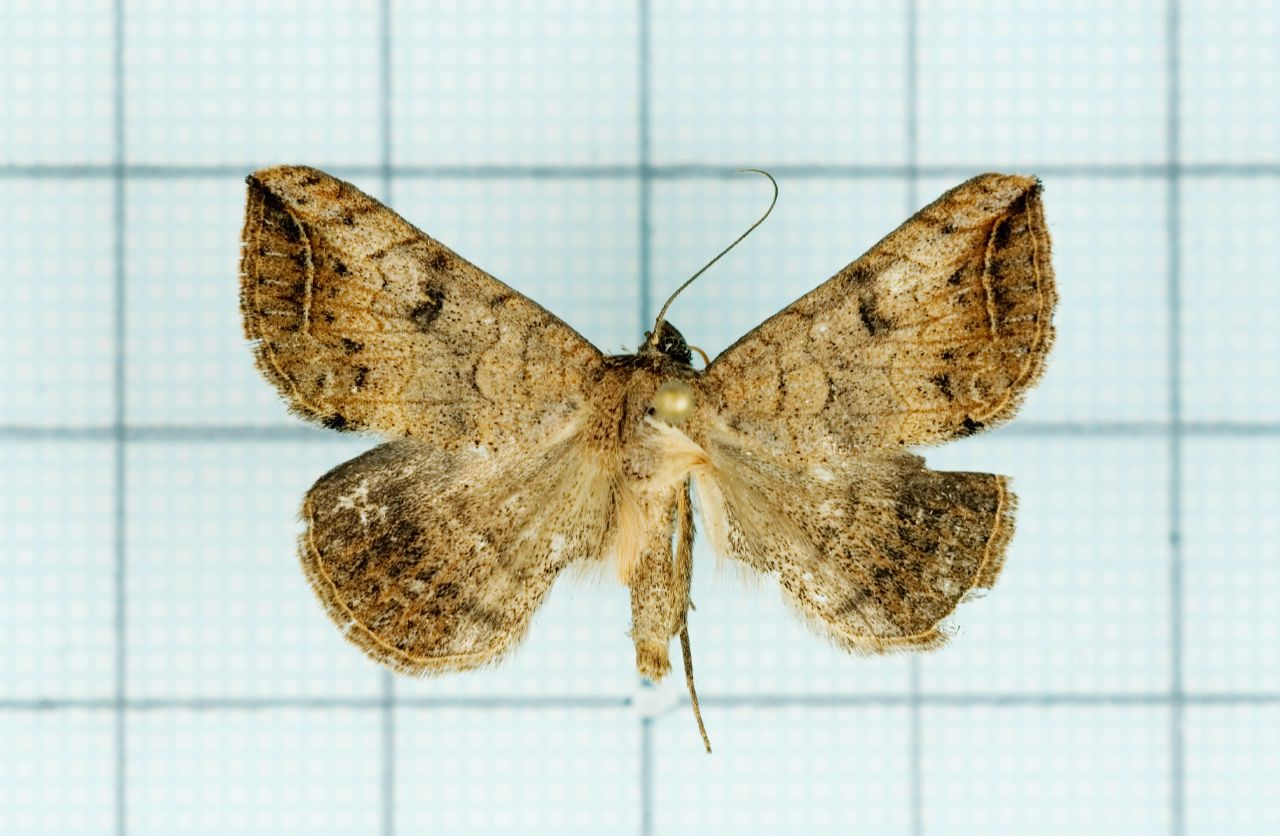
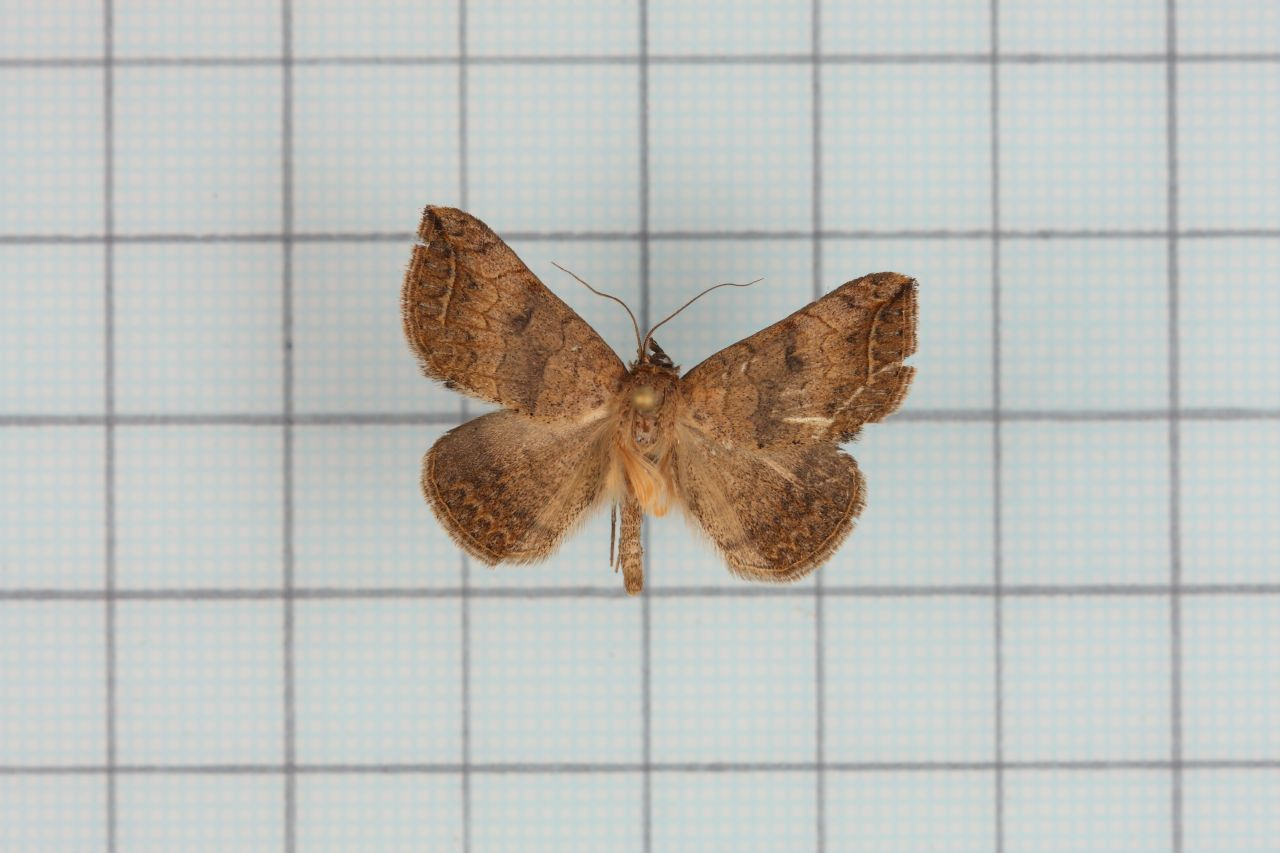